# Soundboy Rock
Soundboy Rock är Groove Armadas femte studioalbum som utkom våren 2007. Albumet innehåller låten "Get Down", med sång av Stush och Red Rat.

## Låtlista
1. Hasta Luego Mr. Fab (Interlude) :01.00
2. Get Down                        :03.51 Med Stush & Red Rat
3. The Things We Could Share       :03.57 Med Simon Lord
4. Save My Soul                    :04.22
5. What's Your Version?            :03.47 Med Jeb Loy Nichols
6. Paris                           :05.36 Med Candi Stanton
7. Love Sweet Sound                :04.35 Med Candi Stanton
8. The Girls Say                   :04.01 Med Rhymefest
9. Lightsonic                      :06.54 Med Mad
10. Soundboy Rock                  :03.53 Med Mad
11. Drop That Thing 	            :03.04 Med Jack Splash & Stush
12. Song 4 Mutya (Out Of Control)  :04.09 Med Mutya
13. From The Rooftops	            :04.49 Med Jack McManus
14. See What You Get	            :04.33 Med Alan Donohoe
15. What's Your Version? (Reprise) :02.10 Med Jeb Loy Nichols

Bonuslåtar:
1. Feel the Same                  :03.55 Med Angie Stone
2. Hands Up                       :04.08 Med Mistah Fab
3. Breakers                       :03.57